# Dumești (Iași)
Dumești is een Roemeense gemeente in het district Iași.
Dumești telt 4741 inwoners.